# Miljøklagenævnet
Miljøklagenævnet var en tidligere  uafhængig klageinstans for administrative afgørelser på miljøområdet. Det blev 1. januar 2017  sammenlagt med de øvrige klagenævn under  Miljø- og Fødevareministeriet til Miljø- og Fødevareklagenævnet.
Nævnet, der blev oprettet i 1974, hed indtil 1992 Miljøankenævnet. Nævnet har to juridiske formænd, der sammen med to af de beskikkede medlemmer afgør sagerne. I særligt komplicerede sager inddrages yderligere to beskikkede medlemmer. 
I alt er 170 med ekspertise indenfor miljøområdet tilknyttet nævnet og kan således beskikkes. De er valgt for 4 år efter indstilling fra miljøorganisationer samt Miljøstyrelsen og Skov- og Naturstyrelsen. 